# Богумін (село)
Богумін (пол. Bogumin) — село в Польщі, у гміні Беляви Ловицького повіту Лодзинського воєводства.
Населення — 65 осіб (2011).
У 1975-1998 роках село належало до Скерневицького воєводства.

## Демографія
Демографічна структура станом на 31 березня 2011 року:
|          | Загалом | Допрацездатний вік | Працездатний вік | Постпрацездатний вік |
| -------- | ------- | ------------------ | ---------------- | -------------------- |
| Чоловіки | 35      | 8                  | 21               | 6                    |
| Жінки    | 30      | 5                  | 18               | 7                    |
| Разом    | 65      | 13                 | 39               | 13                   |